# Veribubo capella
Veribubo capella är en tvåvingeart som först beskrevs av Greathead 1967.  Veribubo capella ingår i släktet Veribubo och familjen svävflugor. Inga underarter finns listade i Catalogue of Life.